# Țuică
Țuica este o băutură alcoolică tradițională românească obținută prin fermentarea și distilarea  prunelor.
Țuica reprezintă un simbol al ardelenilor și a fost atestată documentar în Bistrița, la 1386, într-un act maghiar de percepție fiscală sub numele de „cujka”.
Diferența dintre țuică și palincă constă în faptul că țuica se produce doar din prune, în timp ce palinca se produce din diverse fructe.

## În România

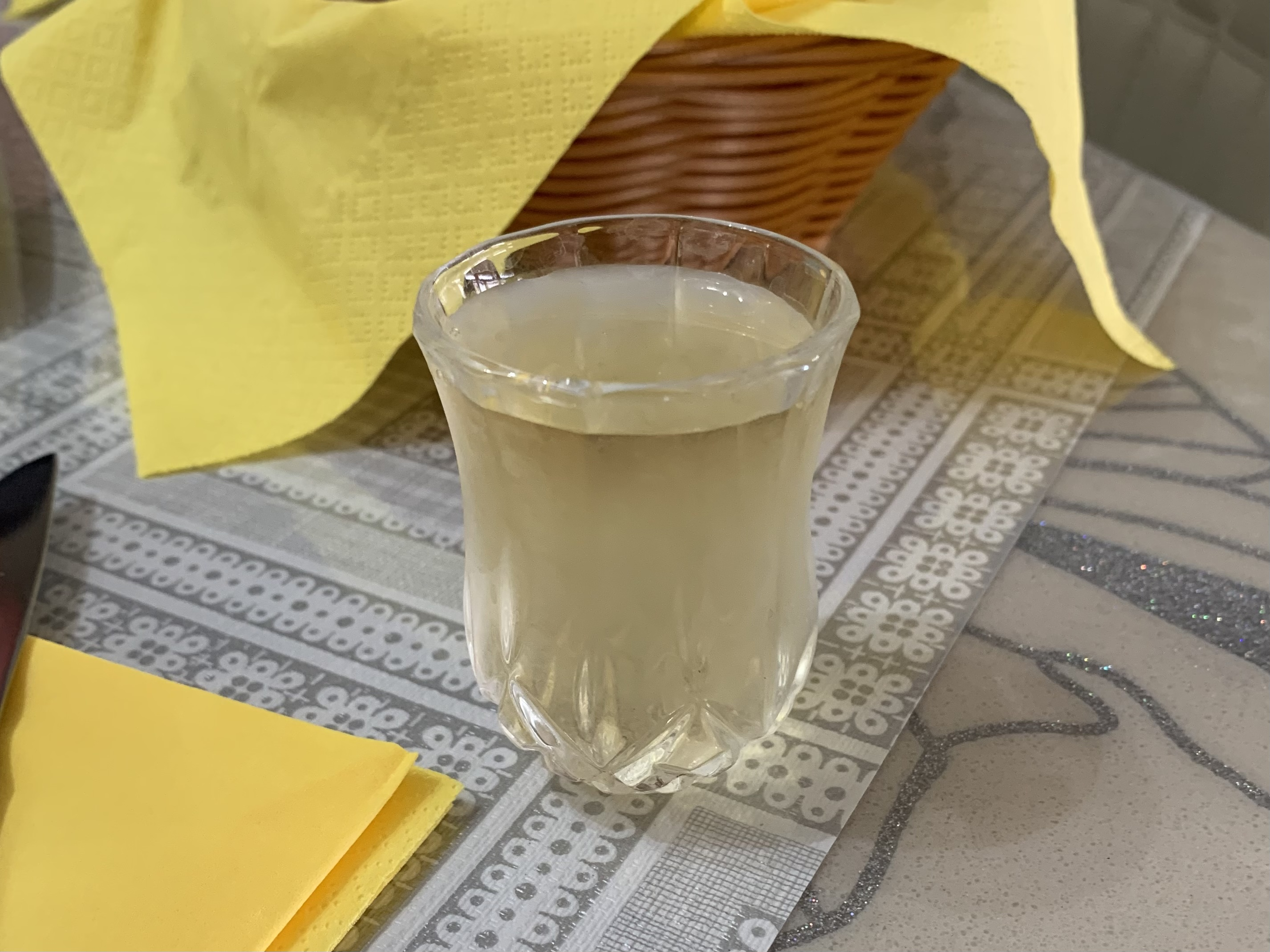
Un pahar plin cu Țuică de Paștele Ortodox la Sighetu Marmației, Maramureș

În anul 2013, în România se produceau anual 130 de milioane de litri de țuică.

### Legislație
Conform prevederilor noului cod fiscal, de la 1 ianuarie 2004, toți cei care produceau țuică sau rachiu pentru comercializare, dar și îmbuteliatorii erau obligați să se transforme în atrepozite fiscale.
În anul 2007, legea prevedea că persoanele care produc țuică sau rachiu de fructe în limita a 50 de litri pe an cu concentrația alcoolică de 100% în volum au obligația să le înregistreze la administrațiile finanțelor publice locale.
Cele care realizează astfel de produse pentru consumul propriu au obligația de a înscrie în declarație și cantitățile estimate a fi obținute la nivelul unui an.
Din februarie 2009, legea le dă dreptul producătorilor să fiarbă 250 litri fără să plătească nicio acciză.
De la 1 septembrie 2013, acciza pe țuica și rachiurile obținute în gospodărie, pentru consum propriu, a crescut de la 375 la 500 de euro pe hectolitrul de alcool pur.
În Ordinul nr. 368/2008 pentru aprobarea Normelor privind definirea, descrierea, prezentarea și etichetarea băuturilor tradiționale românești,  țuica este descrisă astfel:
Țuica este o băutură alcoolică tradițională românească obținută exclusiv prin fermentarea alcoolică și distilarea prunelor (diverse soiuri), întregi sau zdrobite, ori a sucului obținut din prune, în prezența sau în lipsa sâmburilor: 

a) fermentarea prunelor se realizează în căzi din lemn sau în cuve de fermentare ori în vase din inox, în funcție de zona în care s-au produs prunele, de soi, de tehnologia specifică aplicată; 

b) distilarea se face în cazane din cupru cu ardere directă sau în instalații de distilare, la o concentrație alcoolică de maximum 86% vol., astfel încât produsul distilării să aibă o aromă și un gust provenind de la fruct sau fructe; redistilarea la aceeași tărie alcoolică este autorizată; 

c) având un conținut în substanțe volatile mai mare sau egal cu 200 de grame la hectolitrul de alcool 100% vol.; 

d) având un conținut în acid cianhidric, în cazul țuicii obținute din prune cu sâmburi, de maximum 7 grame la hectolitrul de alcool 100% vol.; 

e) având un conținut maxim în alcool metilic de 1.200 de grame la hectolitrul de alcool 100% vol.; 

f) în funcție de durata de învechire, denumirea produsului „țuică” poate fi înlocuită cu denumirile: 

- „țuică bătrână” obținută din distilate învechite minimum 3 ani; 

- „țuică extra” obținută din distilate învechite minimum 7 ani; 

g) în zonele geografice Maramureș și Oaș, țuica poate fi denumită „horincă” sau „turț”;

h) folosirea la fabricarea țuicii a produselor îndulcitoare, așa cum au fost definite in art. 2 pct. 2, nu este permisă; 

i) folosirea la fabricarea țuicii a substanțelor aromatizante, preparatelor aromatizante, coloranților, alcoolului etilic de origine agricolă sau a distilatului de origine agricolă, așa cum au fost definite în art. 2 pct. 4, 5, 7, 11 si 12, nu este permisă; 

j) combinarea (cupajarea), așa cum a fost definita in art. 2 pct. 17, este permisă; 

k) concentrația alcoolică minima este diferită în funcție de procesul tehnologic de obținere tradițional zonei, dar nu mai mică de 24% vol. la comercializare pentru consum; 

l) depozitarea, păstrarea și învechirea produsului se realizează în vase din lemn, inox sau din sticlă.

### Denumiri regionale
- „otcă" - țuica de calitate slabă (în unele zone din apropierea Făgărașului)
- „fruntea" - lichidul care curge din cazan la începutul primei distilări (400-1000 ml) și care se aruncă, pentru ca acesta conține substanțe nocive (inclusiv alcool metilic) și substanțe care dau gust de calitate slabă țuicii
- „coada" - lichidul care curge din cazan la sfârșitul primei distilări și care se aruncă sau distilarea se întrerupe („se taie”) pentru că acesta conține alcool etilic de concentrație prea redusă, împreună cu substanțe care dau gust de calitate slabă țuicii
- „capete" - „frunțile" și „cozile"
- „horincă" - denumirea maramureșeană pentru rachiu (care include în sens larg și țuica)
- „pălincă" - denumirea maghiară pentru rachiu (care include în sens larg și țuica)